# Липник (Требње)
Липник (словен. Lipnik) је насељено место у општини Требње, регија Југоисточна Словенија, Словенија.

## Историја
До територијалне реорганизације у Словенији био је у саставу старе општине Требње.

## Становништво
У попису становништва из 2011 . године, Липник је имао 33 становника.
| Број становника према пописима | Број становника према пописима | Број становника према пописима |
| ------------------------------ | ------------------------------ | ------------------------------ |
| 1991                           | 2002                           | 2011                           |
| 5                              | 6                              | 33                             |

Напомена: Године 2004. смањен за део насеља који је припојен насељу Чешњевек.